# الحركة الكشفية والإرشادية في العراق
تخدم الحركة الكشفية والإرشادية في العراق
- مجلس الكشافة والمرشدات العراقي
- الكشافة والإرشاد الآشورية

## تاريخ
بدأ تاريخ الكشافة في العراق مع الانتداب البريطاني على بلاد الرافدين في أوائل عشرينيات القرن الماضي ، حيث انطلقت الكشافة في عدة مناطق وترسخت جذورها . في أوائل ثلاثينيات القرن الماضي ، كانت الحركة الكشفية العراقية قوية نسبيًا ، ولكن بحلول عام 1939 ، تضاءلت أعدادها . بعد الانقلاب العراقي عام 1941 ، حُلّت جميع المنظمات الشبابية . ولكن بحلول عام 1943 ، طُرد الألمان ، وبقي ثلاثة فرق كشافة بريطانية متمركزة في بغداد والبصرة والحبانية .
تم افتتاح قاعدة سلاح الجو الملكي البريطاني في الحبانية عام 1937 ، على نهر الفرات على 40 ميل (64 كـم) غرب بغداد كمقر دائم لسلاح الجو الملكي العراقي . بالإضافة إلى الجزء العسكري من المحطة ، كان هناك معسكر مدني للمدنيين العاملين في المحطة وعائلاتهم . كان السكان مختلطين للغاية ، مع نسبة عالية نسبيًا من الآشوريين . في عام 1940 ، رغب مدير المدرسة في بدء منظمة كشفية وساعده أفراد سلاح الجو الملكي المتمركزون هناك . كانت منظمة الكشافة العراقية تُدار على الخطوط البريطانية ، وتتكون من سبع فرق مع مدرب بريطاني وآخر آشوري ، وفرقة كشفية كبيرة ، وطاقم جوالة آشوري . أرادت الفتيات الانضمام ، لذلك بدأت الجوالات فرقة منفصلة لهن . بدأت بعض الممرضات البريطانيات ( النساء البريطانيات الوحيدات في المحطة ) ذوات الخبرة كفتيات الإرشاد ، العمل مع المجموعة ، حتى أصبحت هناك أربع فرق إرشادية للفتيات ، تعمل مرة أخرى على خطوط الإرشاد البريطانية ، في إطار منظمة الكشافة العراقية .

## وحدات الكشافة الدولية في العراق
بالإضافة إلى ذلك ، هناك الكشافة الأمريكية ، المرتبطة بفرع الخدمة المباشرة للكشافة الأمريكية .